# Cotroceni
Cotroceni este un cartier situat în sectoarele 5 și 6 ale Bucureștiului.
Cotroceni este un cartier select al Bucureștiului, casele având o arhitectură deosebită. Aici este situat și Palatul Cotroceni.

## Istorie
Dealul Cotroceni a fost în trecut acoperit de Codrii Vlăsiei, pădure ce acoperea majoritatea teritoriului pe care se află astăzi orașul București. În 1679 a fost construită în această zonă o mănăstire de către Șerban Cantacuzino, care mai târziu a fost transformată în palat regal în 1888 de către Carol I. În jurul palatului și-au construit case cei care slujeau la palat precum și cei care dețineau ranguri înalte în armată.
Carol I a construit în jurul palatului Gara Cotroceni, care servea drept gară regală.
Personalități importante au locuit în acest cartier precum: Ion Minulescu, Marin Preda, Ion Barbu sau Liviu Rebreanu.
Toponimul Cotroceni provine cel mai probabil de la verbul arhaic „a cotroci”, care înseamnă fie „a scotoci”, fie „a adăposti”. Numele ar putea fi legat de pădurea deasă în care se ascundeau haiducii și tâlharii până prin 1660, când dealul Cotroceni devine proprietatea lui Șerban Cantacuzino.

## Repere notabile
Mai multe clădiri importante și valoroase se află aici, mare parte fiind case antebelice și interbelice, reprezentative pentru arhitectura perioadelor lor.

### Palatul Cotroceni
Pe locul palatului se afla Mănăstirea Cotroceni, fondată în 1679 de Șerban Cantacuzino.

### Universitatea de Medicină
Sediul Universității de Medicină a fost proiectat de Louis Blanc în stilul Beaux-Arts, și construit între 1889 și 1903. În fața intrării cu coloane corintice este statuia celui care a fondat universitatea în 1856, doctorul Carol Davila. Sculptura a fost făcută de Karl Storck. Datorită amplasării Universității de Medicină aici, străzile Cotroceniului sunt numite după doctori. După Cutremurul din 1977, a fost nevoie de consolidări restaurări.

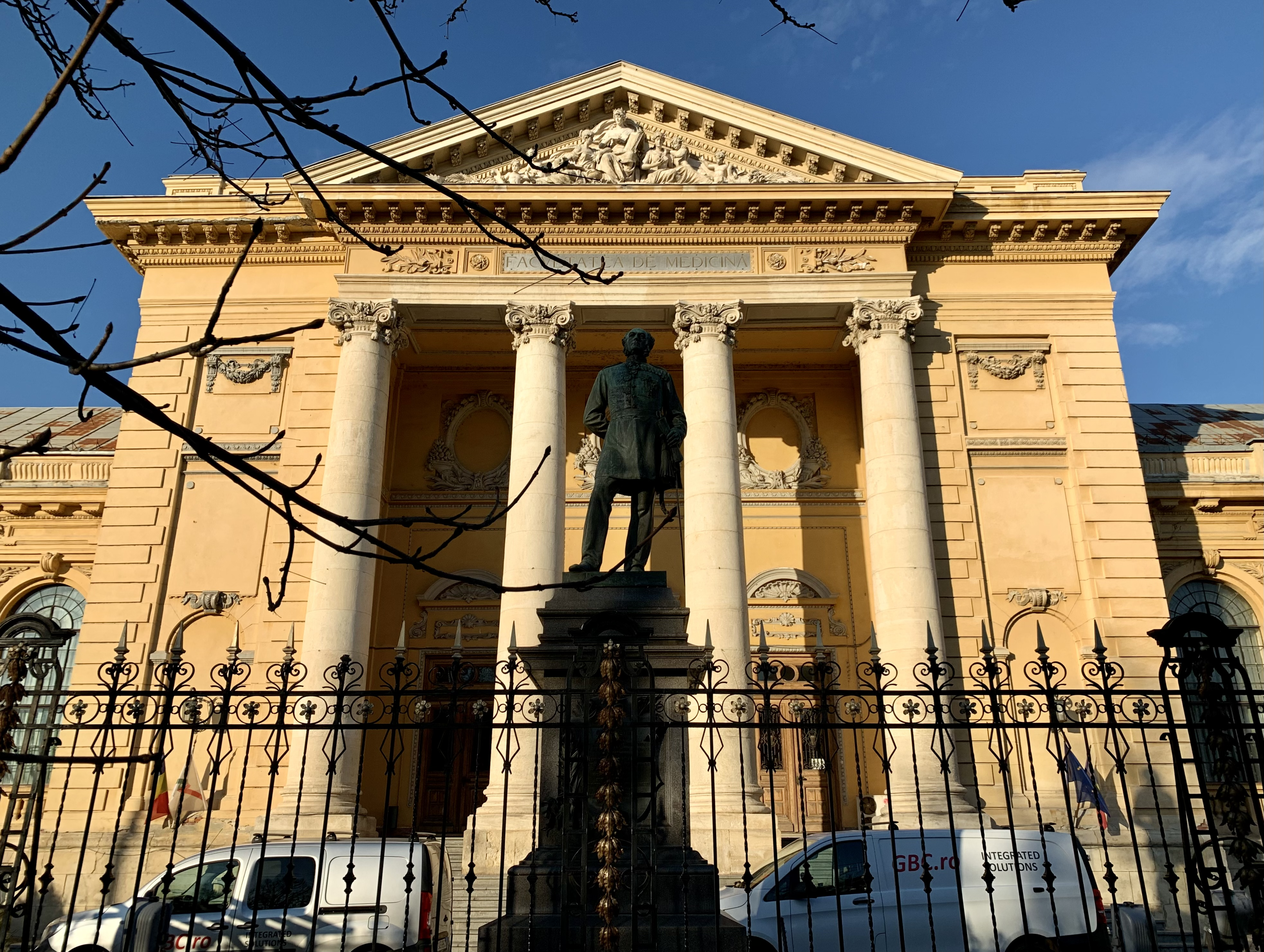
Intrarea facultății
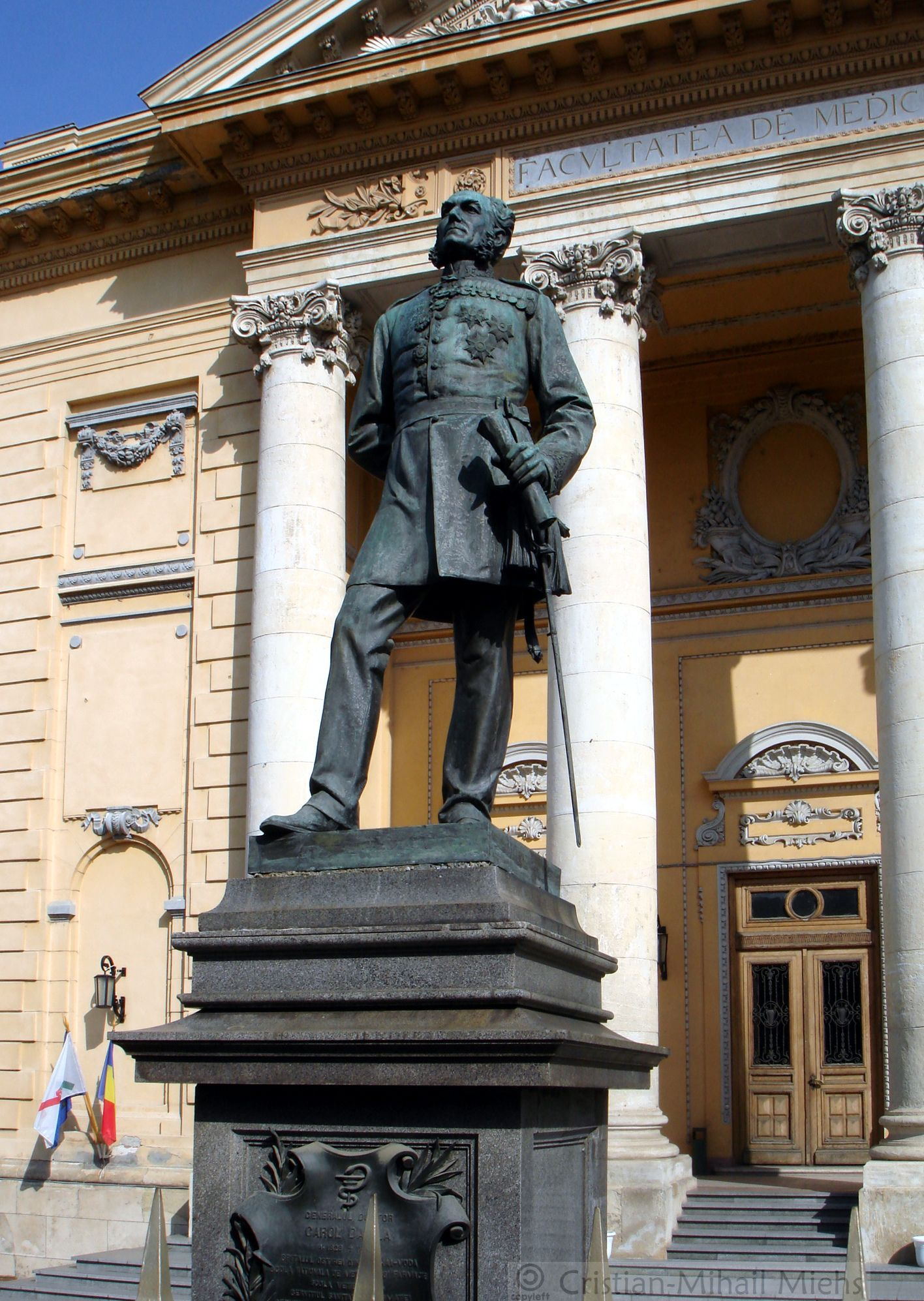
Statuia lui Carol Davila, de Karl Storck

### Campusul Universitar „Leu”
Clădirea a fost proiectată de Constantin Rulea, Dan Ioanovici, Mircea Anania, Octav Dimitriu, cu ajutorul inginerului Traian Popp, și construită în 1975. Din punct de vedere estetic, e o construcție tipică pentru anii' 70. Numele „Leu” vine de la statuia de a intersecția Bulevardelor Iuliu Maniu și Geniului, operă a sculptorului Spiridon Georgescu, dezvelită în 1929.

Campusul cu statuia în față
Statuia

### Opera Națională
Opera a fost proiectată de Octav Doicescu, Paraschiva Iubu, Nicolae Cucu și Dan Slavici, și construită între 1952 și 1953. Stilistic, opera aparține realismului socialist, un stil creat ca reacție la Art Deco și modernismul mid-century, care aparaținea în viziunea comuniștilor „capitalismului putred vestic”. Arhitectura realismului socialist e o formă târzie de neoclasicism, ușor simplificată. Octav Doicescu, unul dintre autori, a fost unul dintre cei mai importanți arhitecți ai României interbelice, proiectând și Imobilul Banloc-Goodrich (Calea Victoriei nr. 218) și Centrala Telefonica Nord (Bulevardul Banu Manta nr. 8). În fața operei e o statuie de bronz a lui George Enescu din 1971, de Ion Jalea.

Opera și grădina din fața ei
Statuie a lui George Enescu, 1971, de Ion Jalea, bronz
Basorelief pe fațada operei, în stânga intrării, de Zoe Băicoianu și Boris Caragea
Basorelief pe fațada operei, în dreapta intrării, de Ion Vlad

### Biserica Sfântul Elefterie Vechi din București
Biserica a fost construită din dania lui jupân Constantin sin [= fiul lui] Macsin cupețul, cu ajutorul și supravegherea mitropolitului Neofit, între anii 1741-1744, în timpul domniei lui Mihai Racoviță. Biserica e monument istoric (cod LMI B-II-m-A-19675), fiind un exemplu de arhitectură fanariotă în stil brâncovenesc. Turla (inclusiv cupola) pe care o are biserica azi a fost adăugată în perioada interbelică, cea inițială fiind mai modestă.

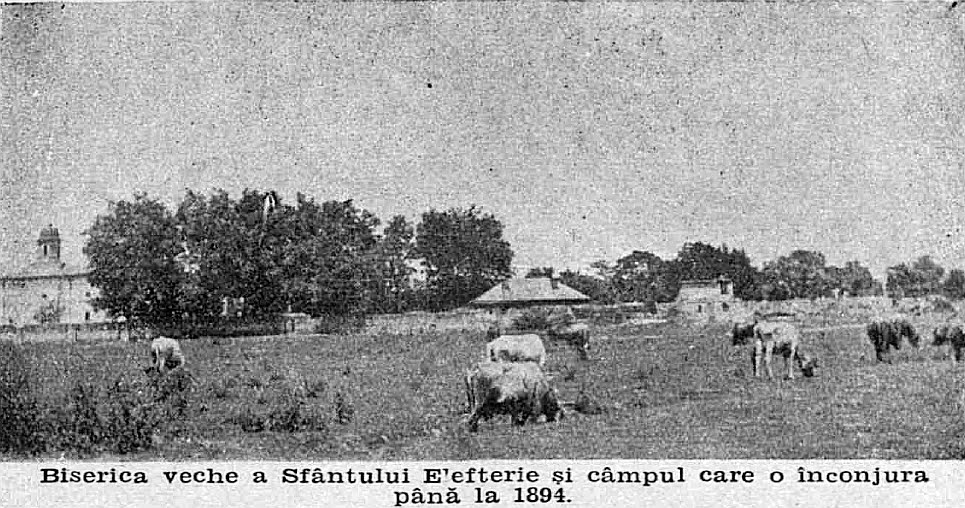
Poză din c.1894, biserica apărând în marginea stângă a pozei
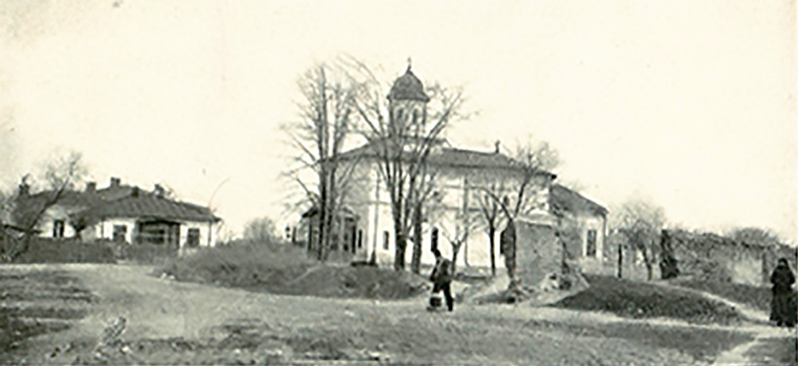
Biserica în jurul anului 1900
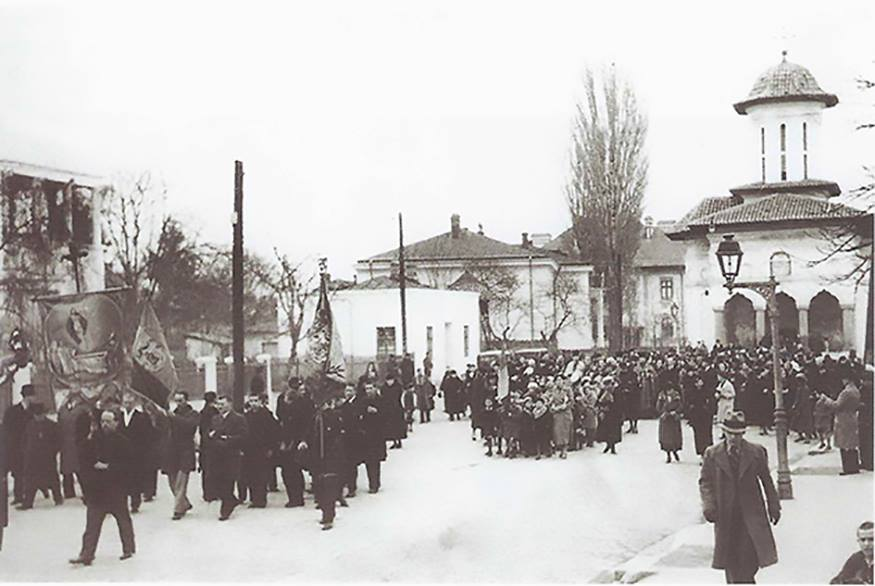
Procesiune religioasă în fața bisericii în 1932
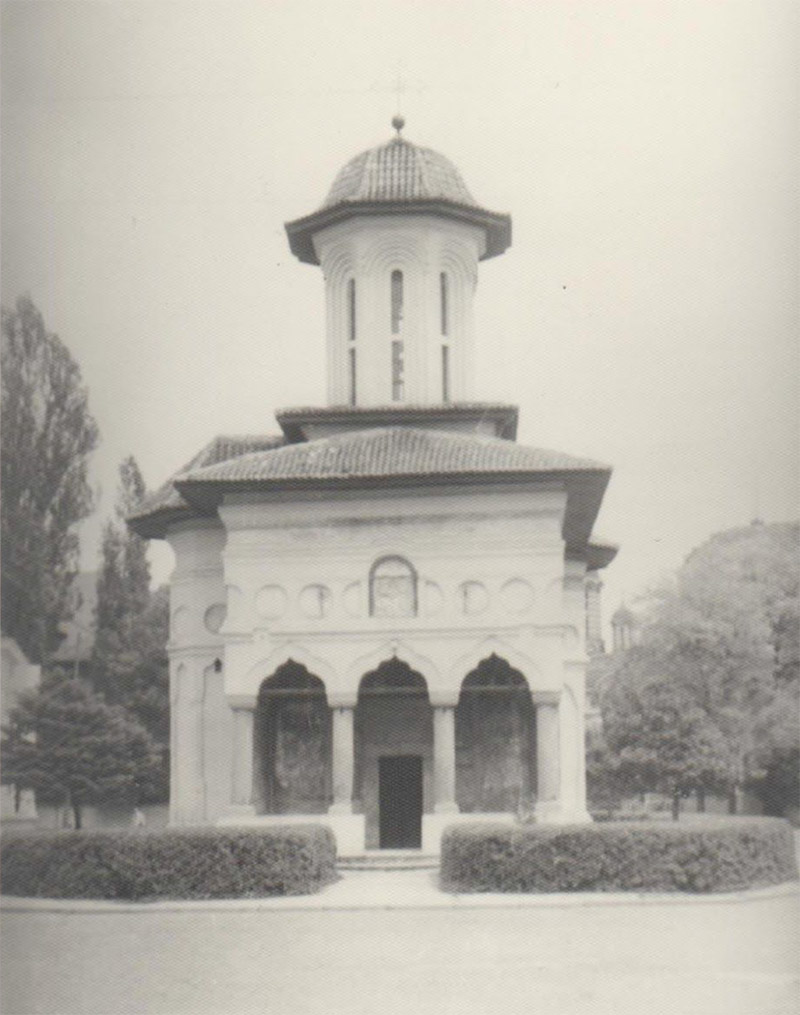
Biserica în 1940
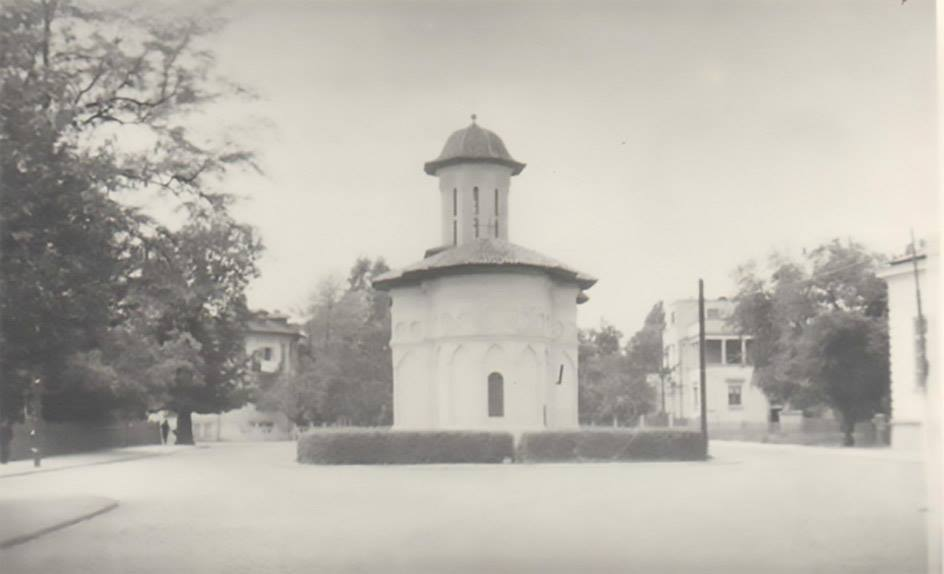
Spatele bisericii în 1940
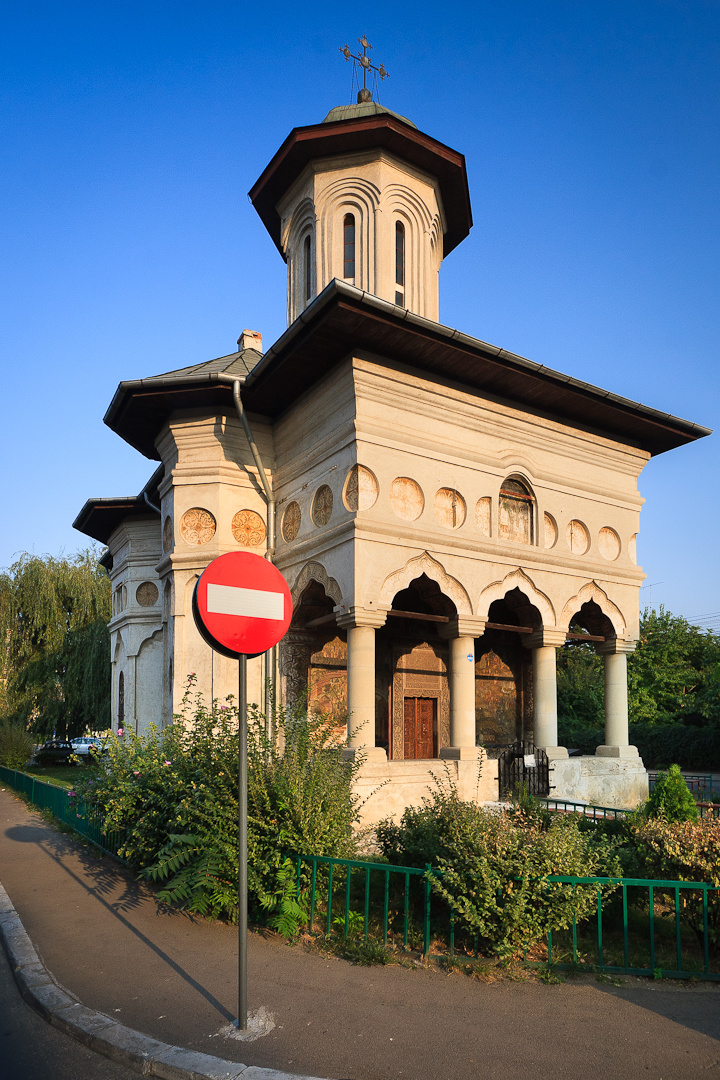
Biserica azi
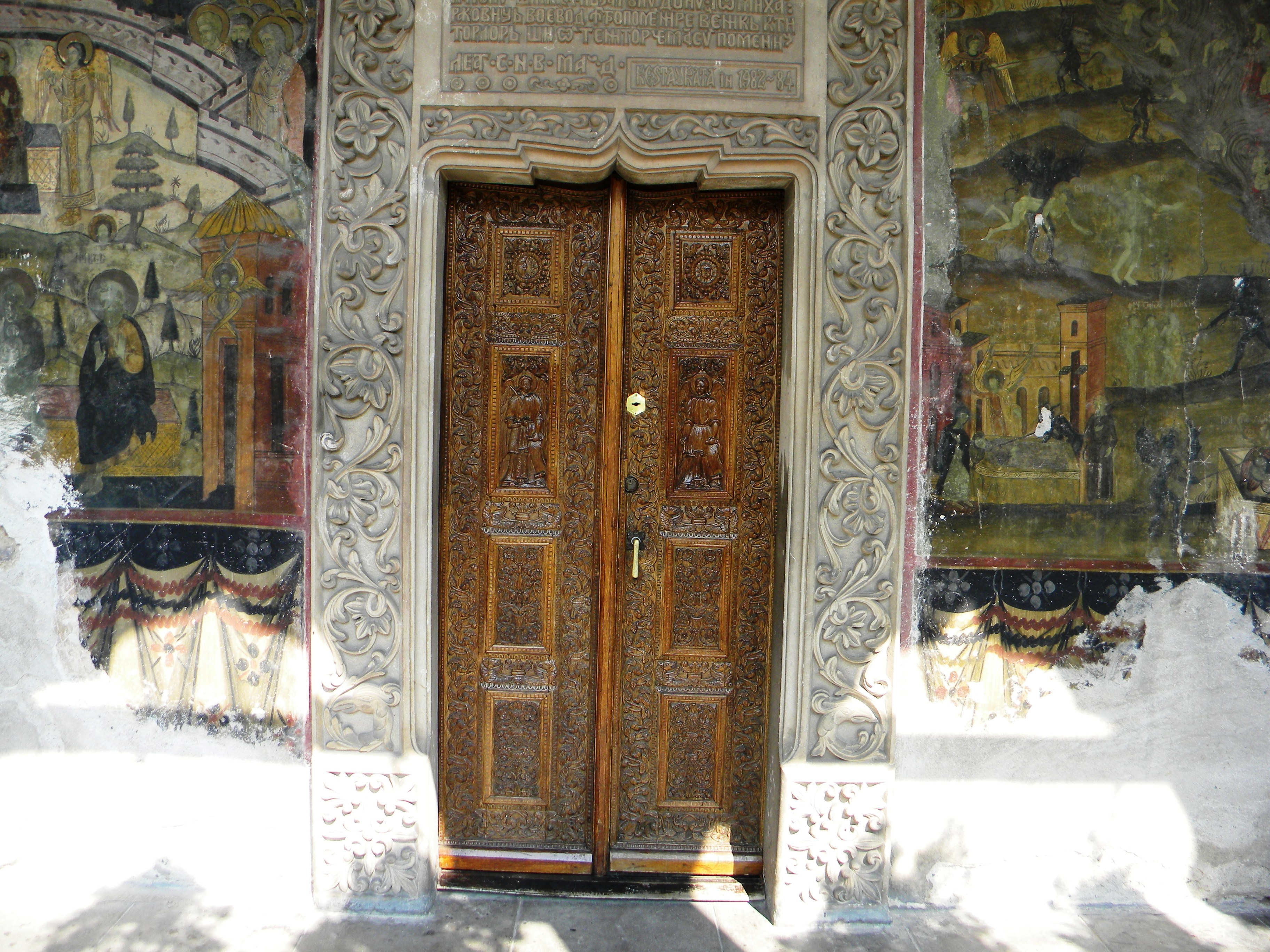
Ușa bisericii

### Intrarea Costache Negri
Terenul unde e azi strada a fost cumpărat de François Rignault, un general francez apropiat de regele Carol I. Generalul lotizează terenul și construiește acolo un ansamblu rezidențial, finalizat în 1899. Numele inițial era Aleea General François Rignault, fiind schimbat mai târziu în Intrarea Costache Negri. Casele de aici sunt unifamiliale, în stilul Beaux-Arts foarte popular în Belle Époque. Toate au fost aliniate simetric una față de cealaltă la stradă. Strada e de tipul cul-de-sac, având o piațetă cu o fântână neoclasică în capăt. 
În capăt, în piațetă, este o casă mare neoclasică care a fost proiectată ca vilă a generalului François Rignault. Casa generalului are pe fațadă un balcon central susținut de patru console cu cariatide. Din păcate, simetria inițială a străzii a fost schimbată în perioada interbelică, atunci când unele case au fost modificate parțial sau total.

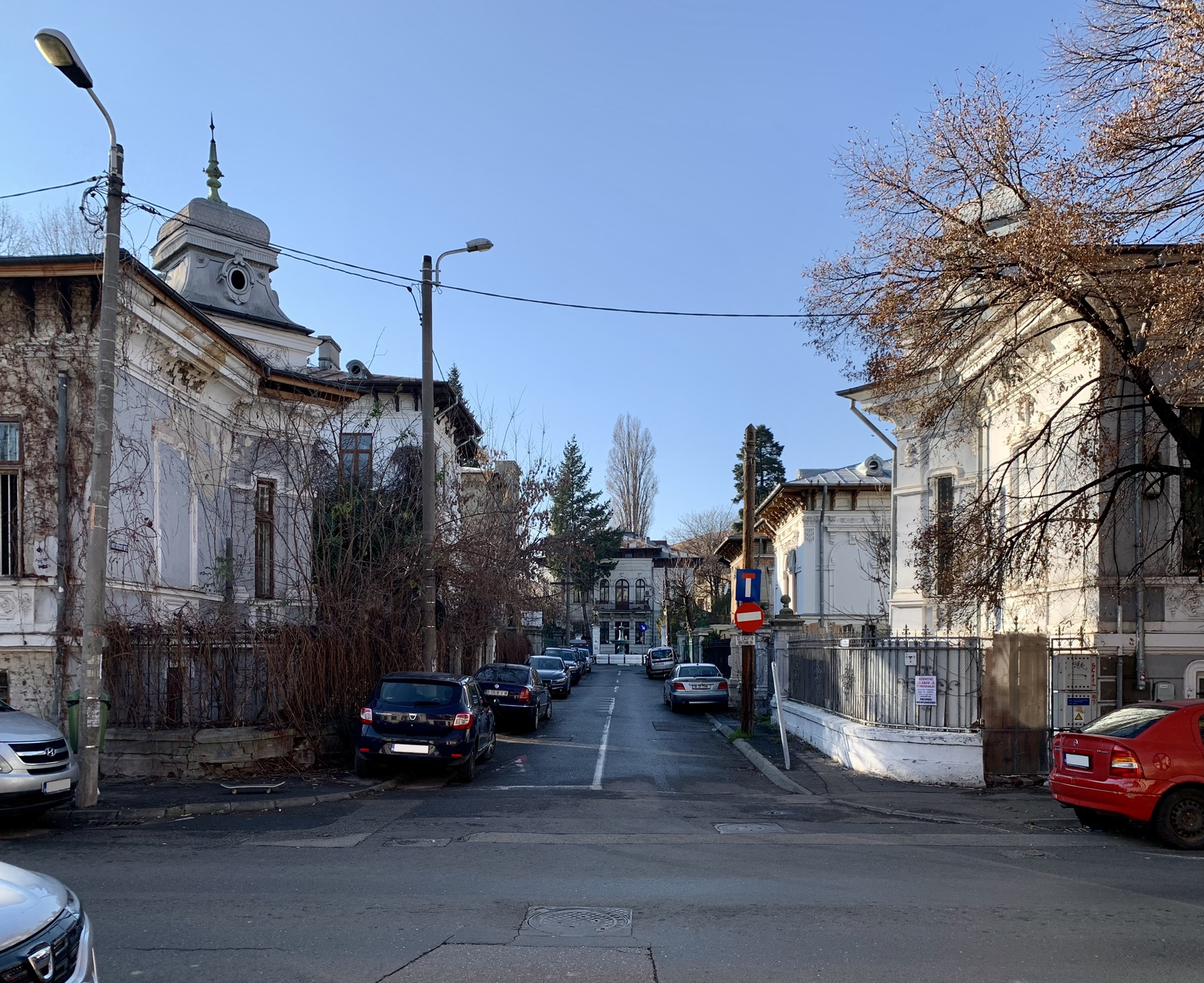
Intrarea pozată din Strada Costache Negri
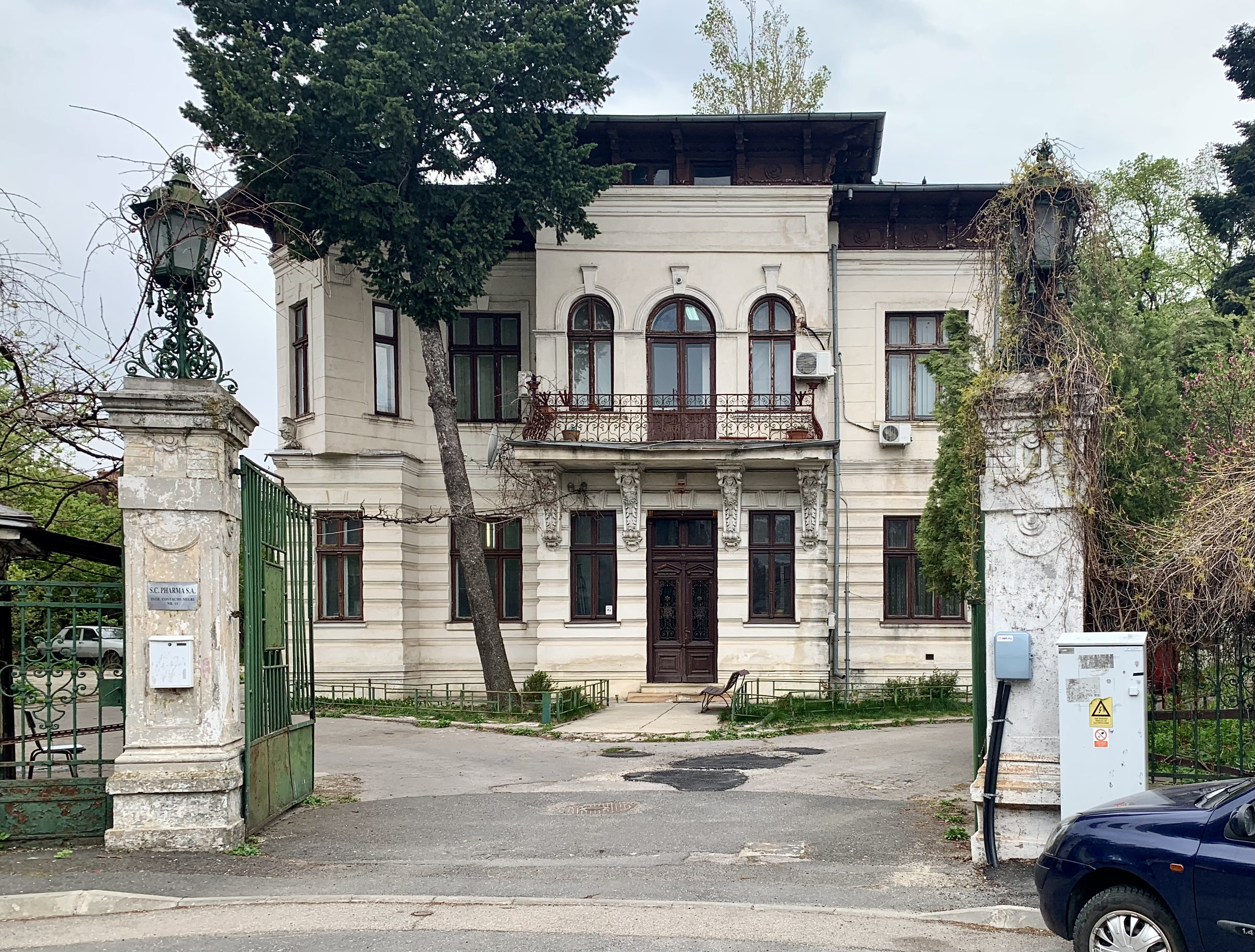
Casa generalului François Rignault
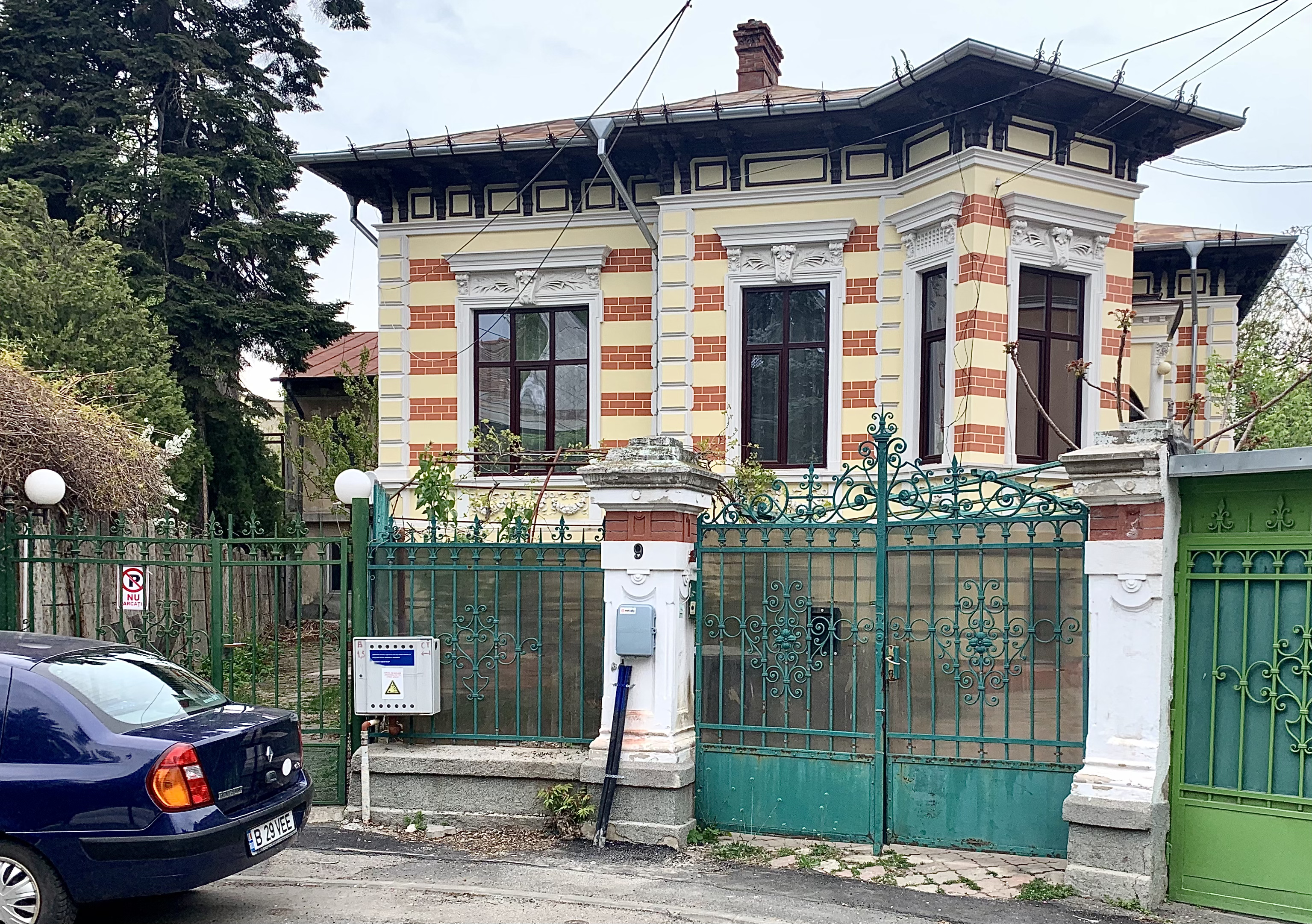
Casa nr. 9
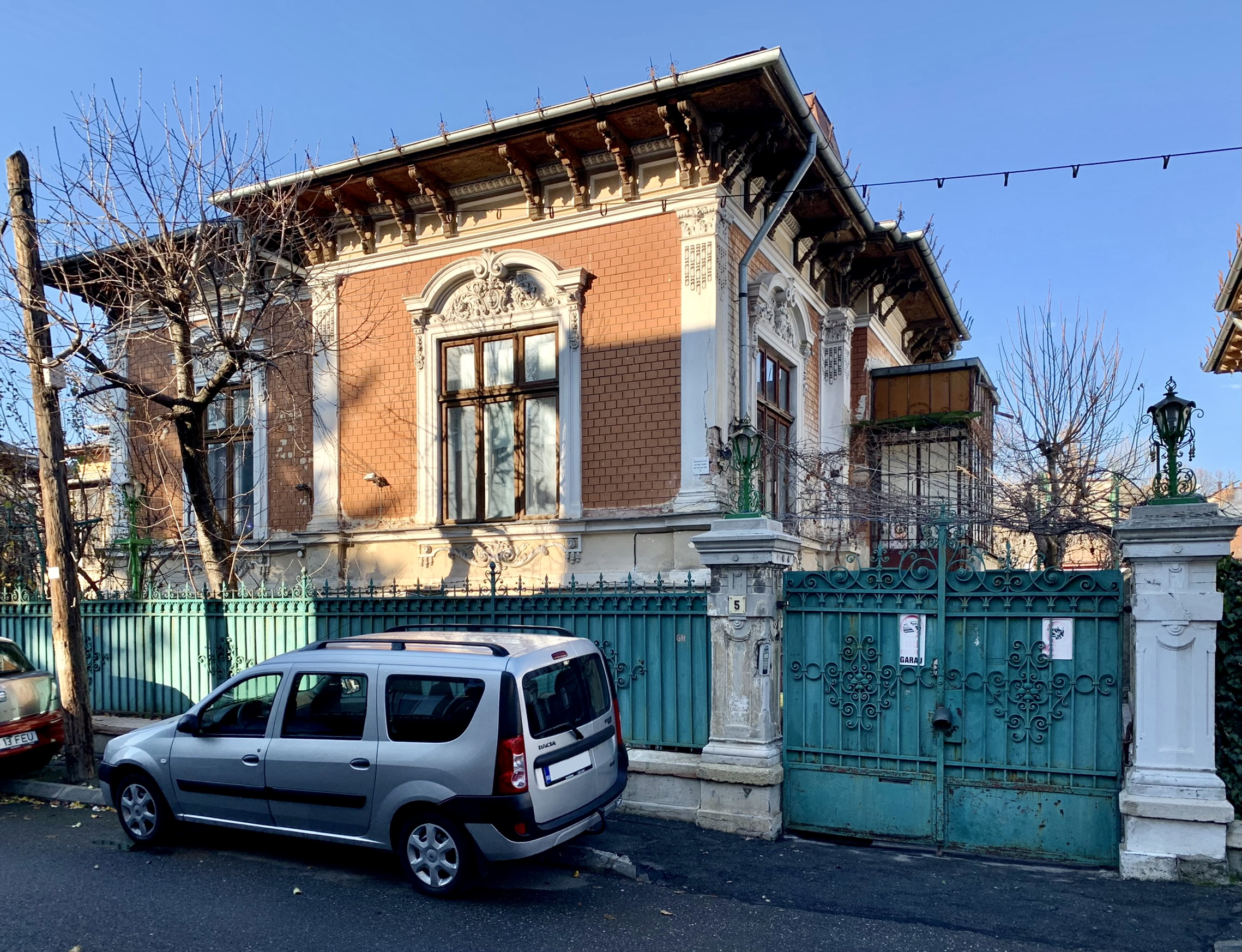
Casa nr. 5
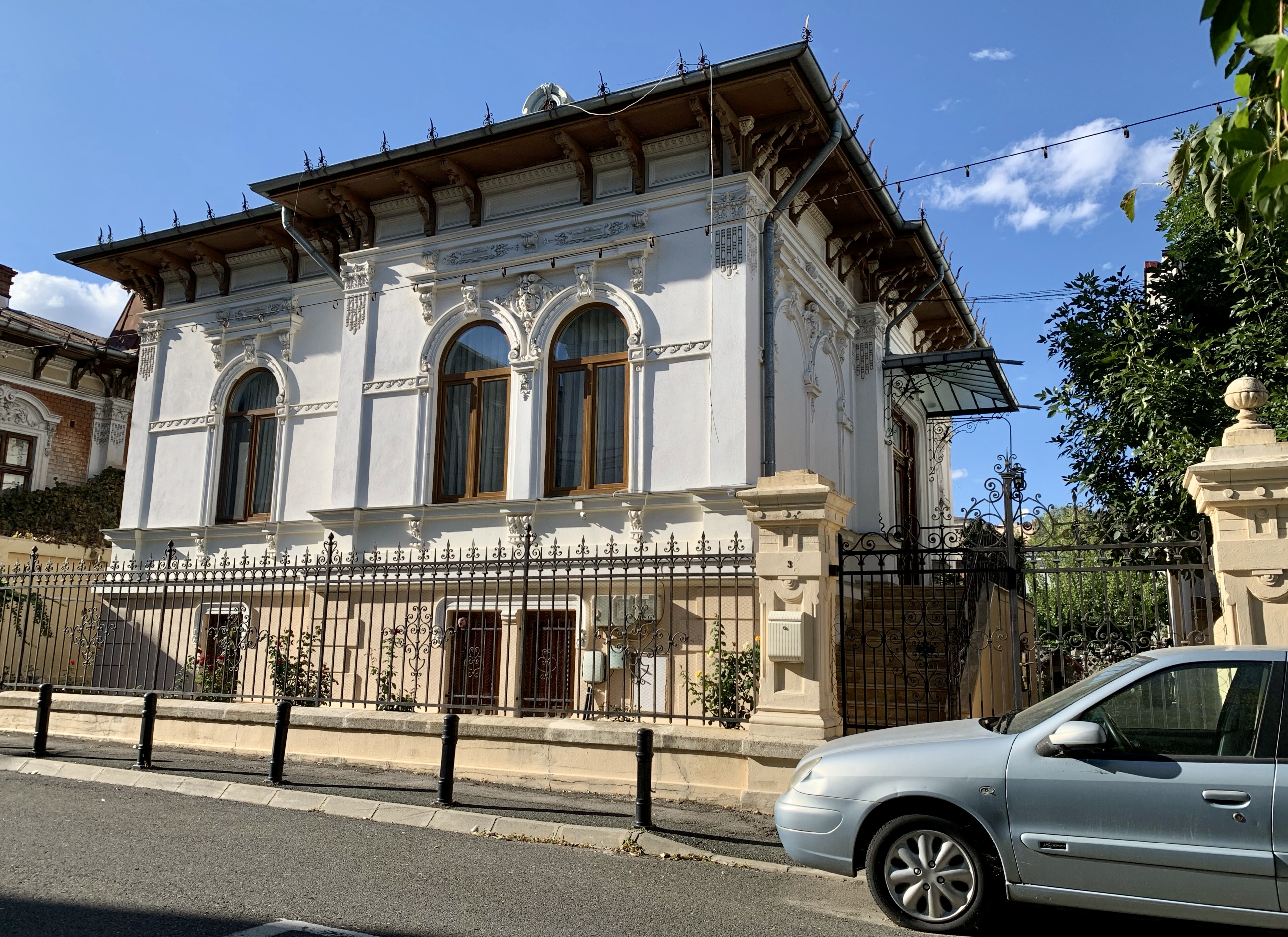
Casa nr. 3
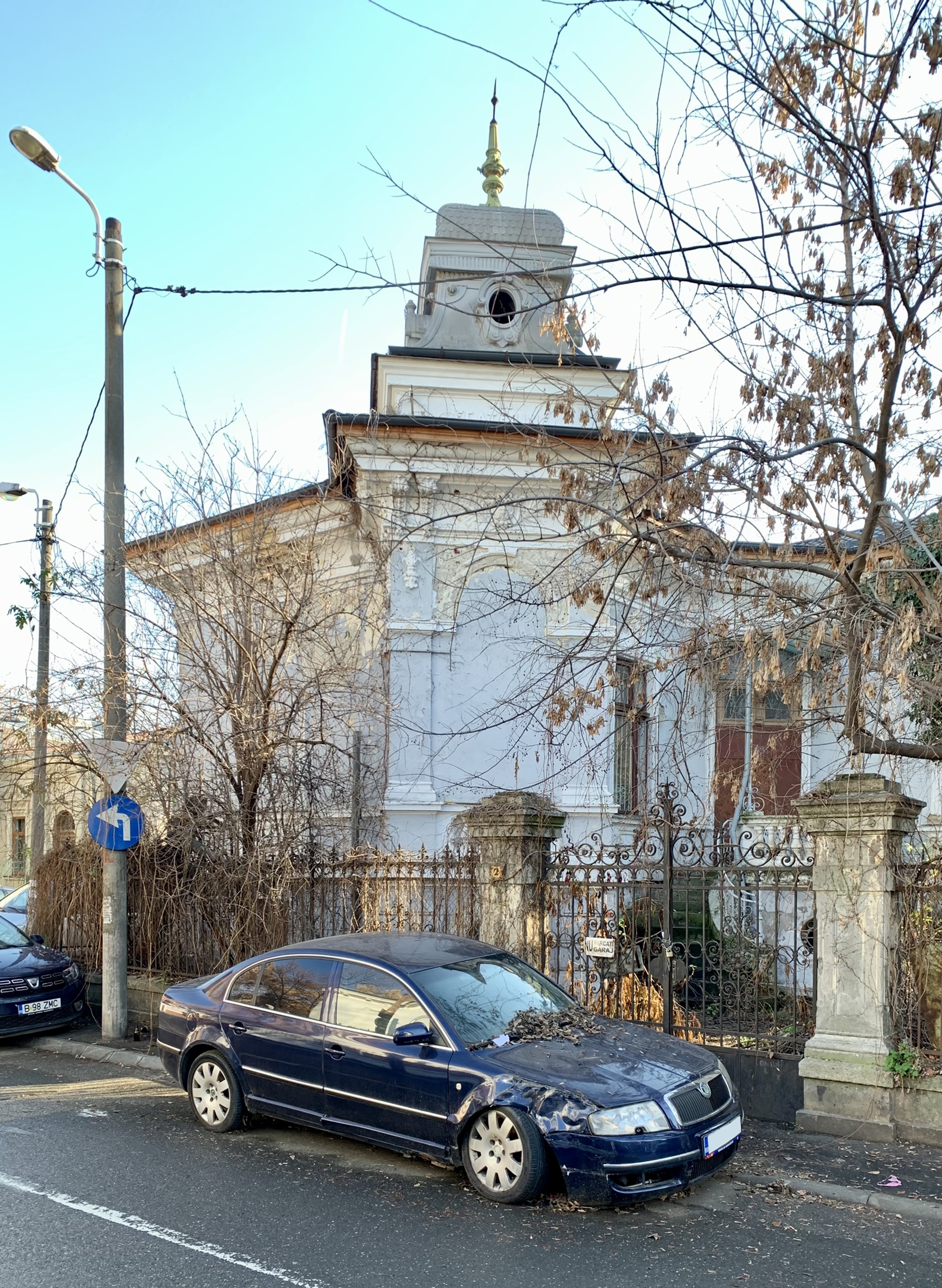
Casa nr. 2, abandonată și în degradare
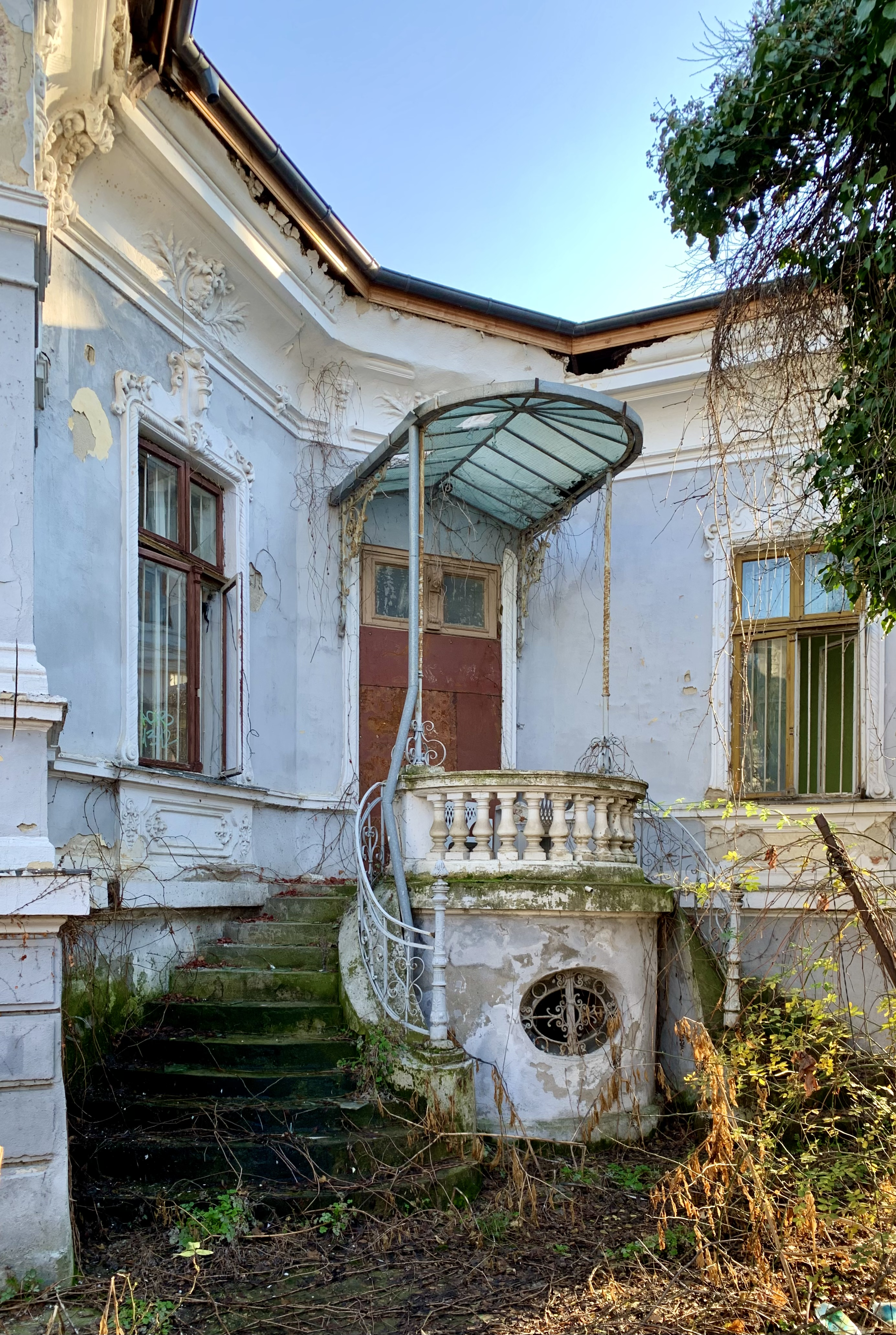
Curtea casei nr. 2
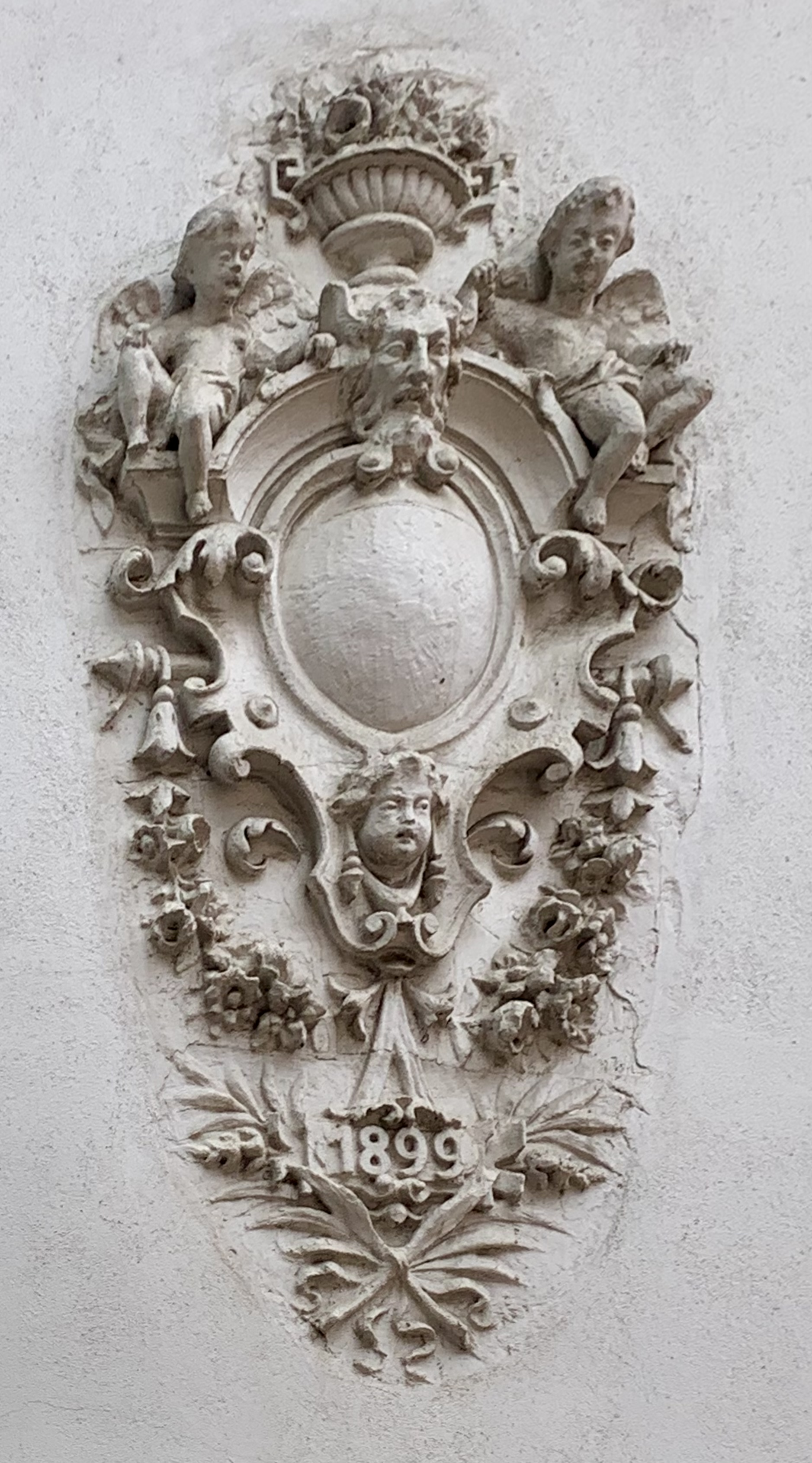
Arabesc pe casa nr. 1

### Casa Cezar Golici
Casa a aparținut generalului Cezar Golici, la intrare fiind o logie cu două coloane care au inițiala G pe capiteluri. Casa a fost proiectată de Virginia Andreescu Haret și construită în 1928 în stilul neoromânesc.

### Casa Carol Gagel
Carol Gagel, proprietarul inițail al casei, făcea parte din familia Gagel, cunoscuți ca producători de pâine și biscuiți înainte de Primul Război Mondial și în perioada interbelică, brendul lor fiind reprezentativ în Bucureștiul dinainte de perioada comunistă. Au fost inclusiv furnizori al familiei regale a României și aveau fabrici pe Dealul Arsenalului, care au fost demolate în anii 1980 de regimul Ceaușescu pentru a face loc pentru Centrul Civic. 
Carol Gagel, a cumpărat terenul pe care este casa în 1937. Aceasta este opera a doi arhitecți: Anton Curagea and Ion Giurgea. Stilul este maur (aka mauro-florentin), foarte popular în anii 1930, care combina elemente romanice, gotice și renascentiste. Stilul e caracterizat și prin suprafețe mari și goale pe pereți, acoperite cu o textură grunjoasă, și acoperișuri cu olane.
În perioada comunistă, în casa Gagel a locuit baritonul Nicolae Herlea. La un moment dat a fost și grădiniță, iar mai târziu reședință de protocol. În prezent, clădirea este clasată ca monument istoric, având codul LMI  B-II-m-B-19056.

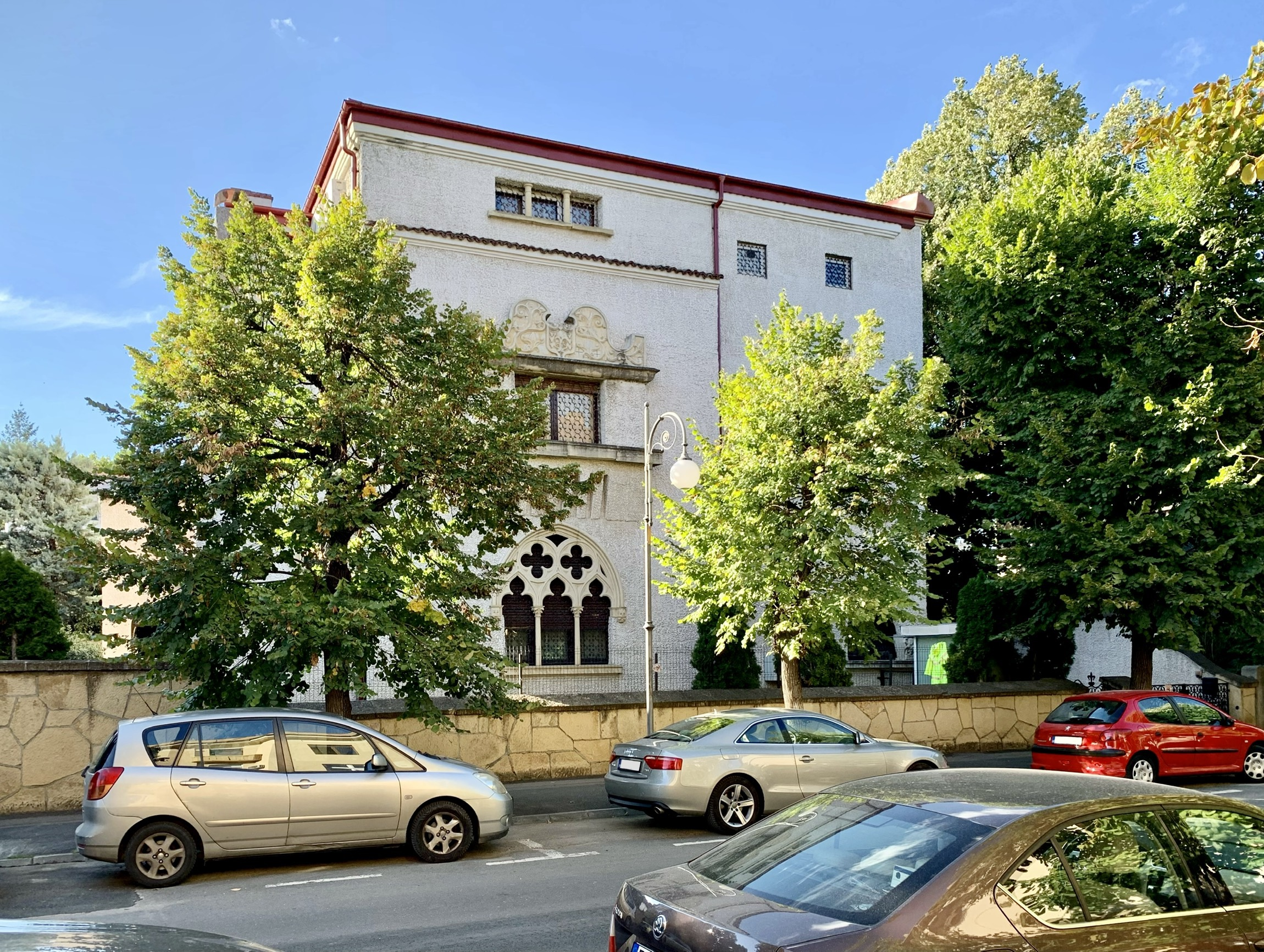
Fațada de la stradă a casei, în septembrie 2022
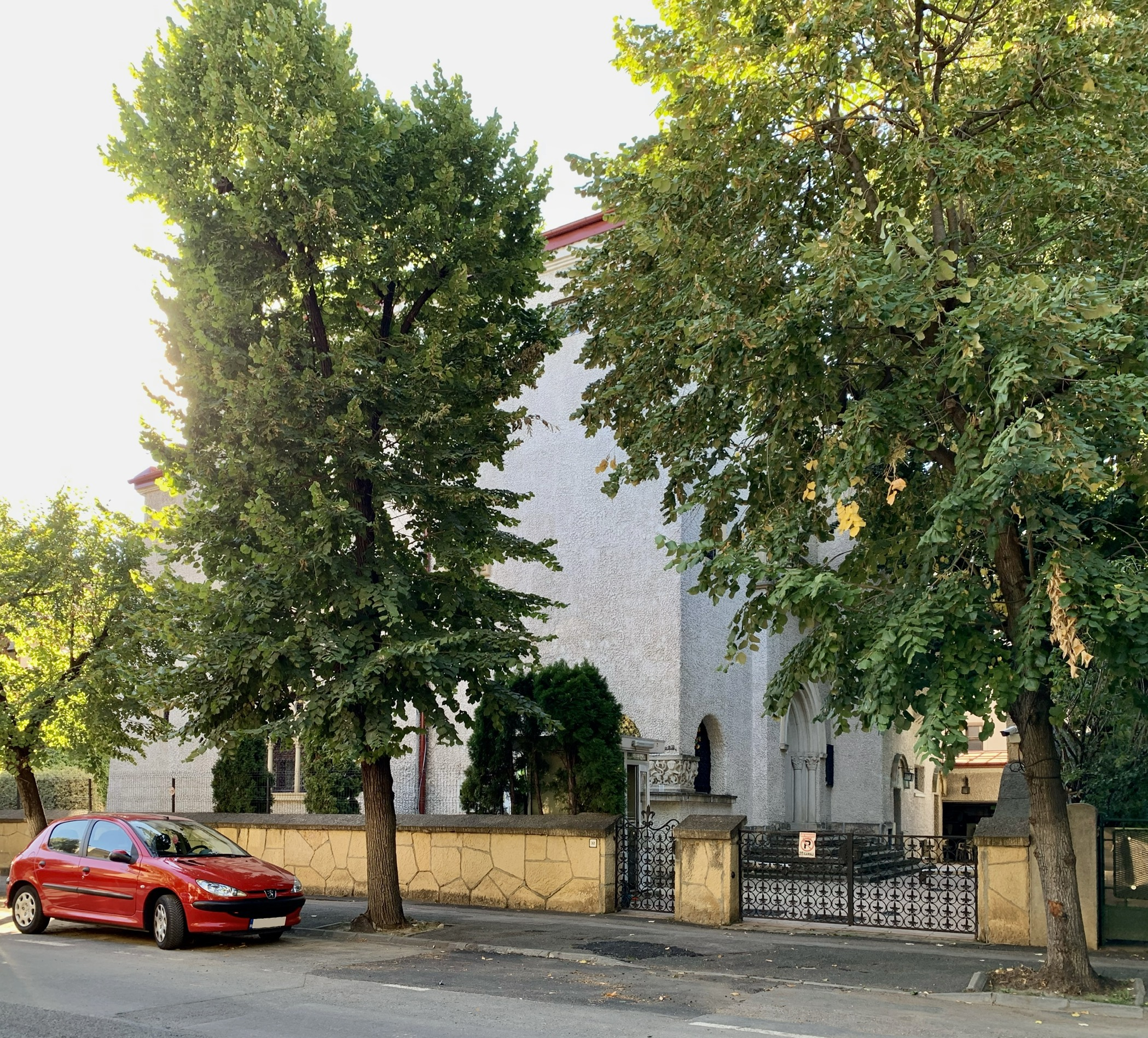
Casa văzută din alt unghi
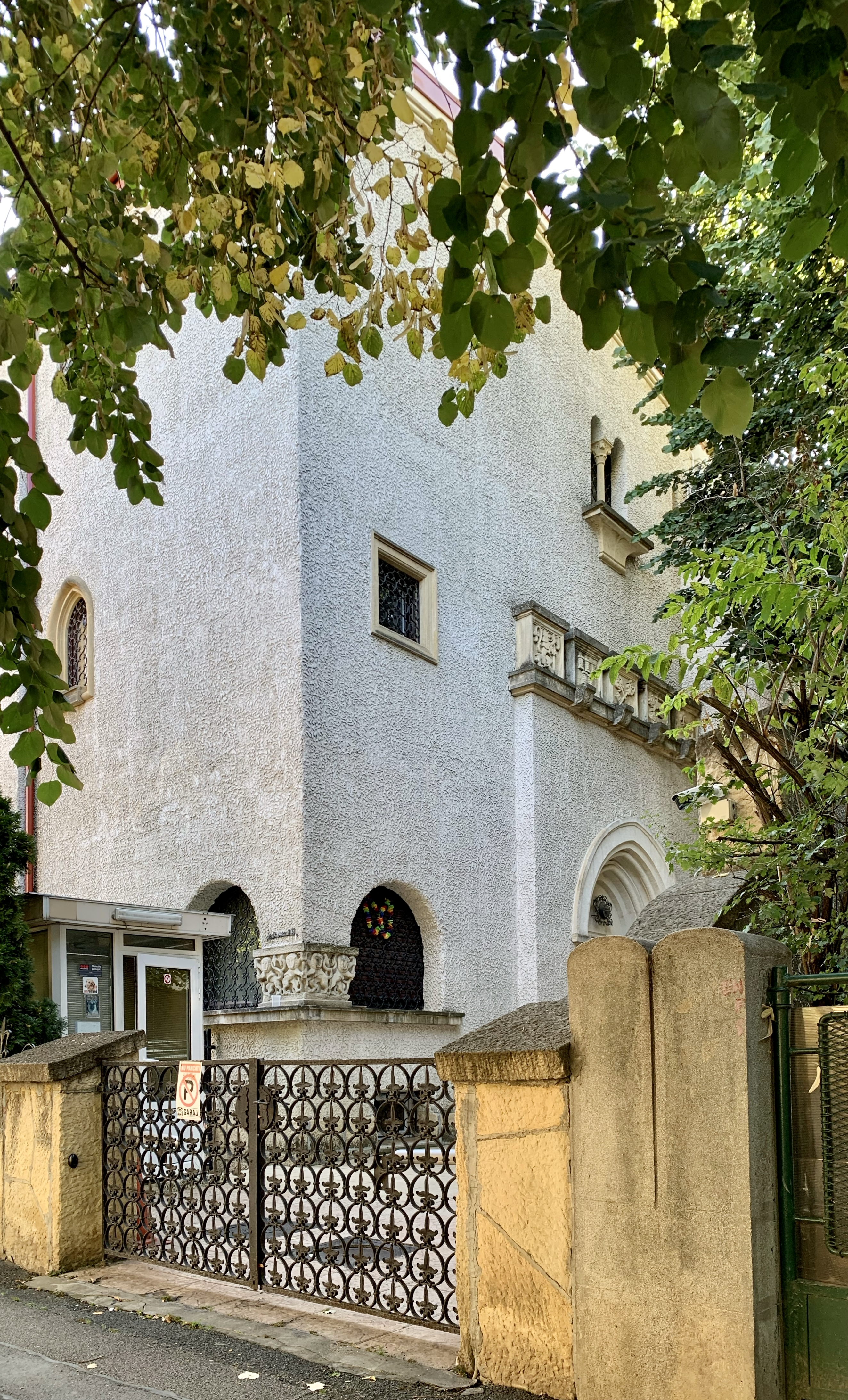
Intrarea casei, ca un portal de biserică romanică, cu 5 blazoane deasupra. Nu știm dacă sunt pur decorative sau reprezintă blazoanele familiei Gagel
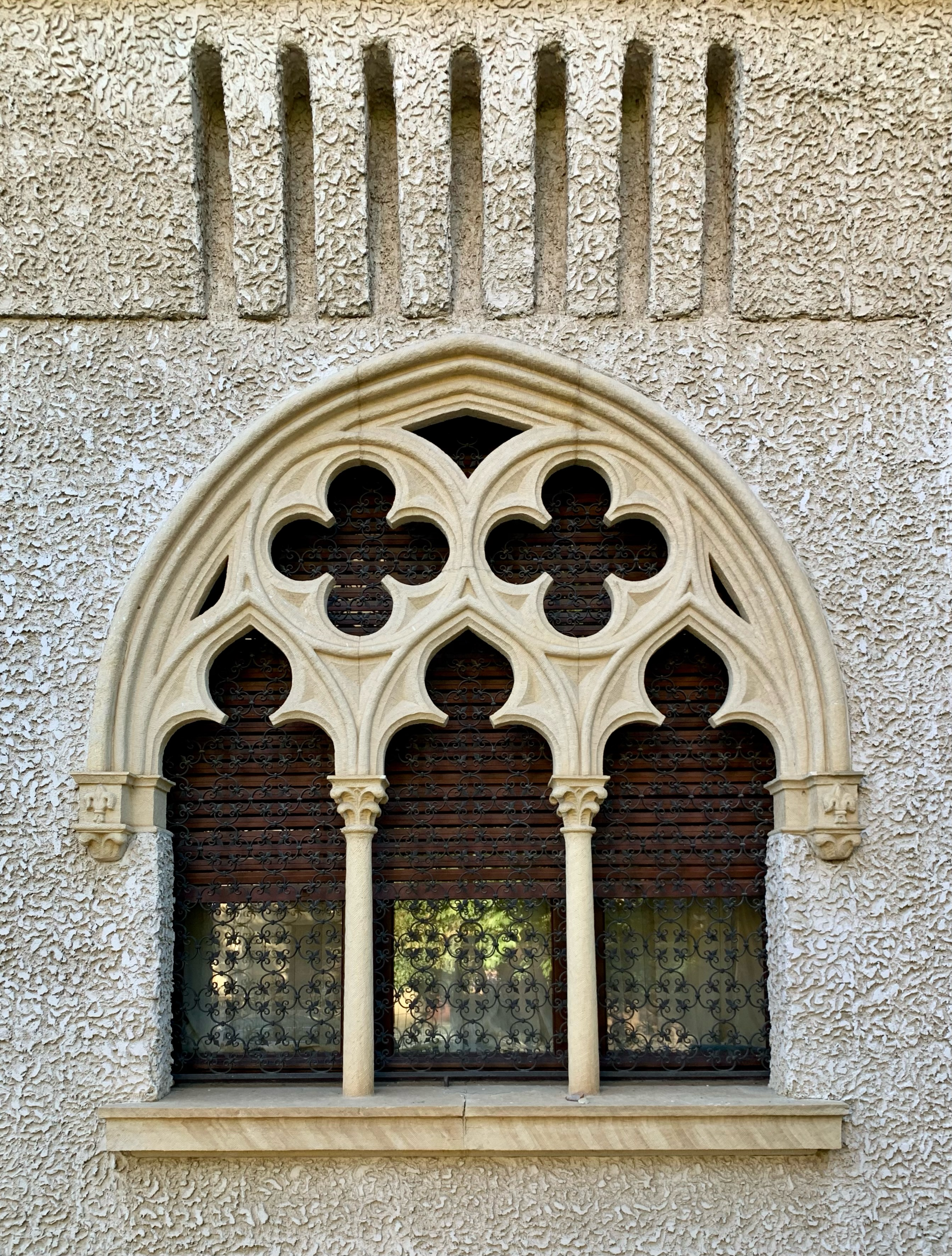
Fereastră neogotică a casei orientată spre stradă
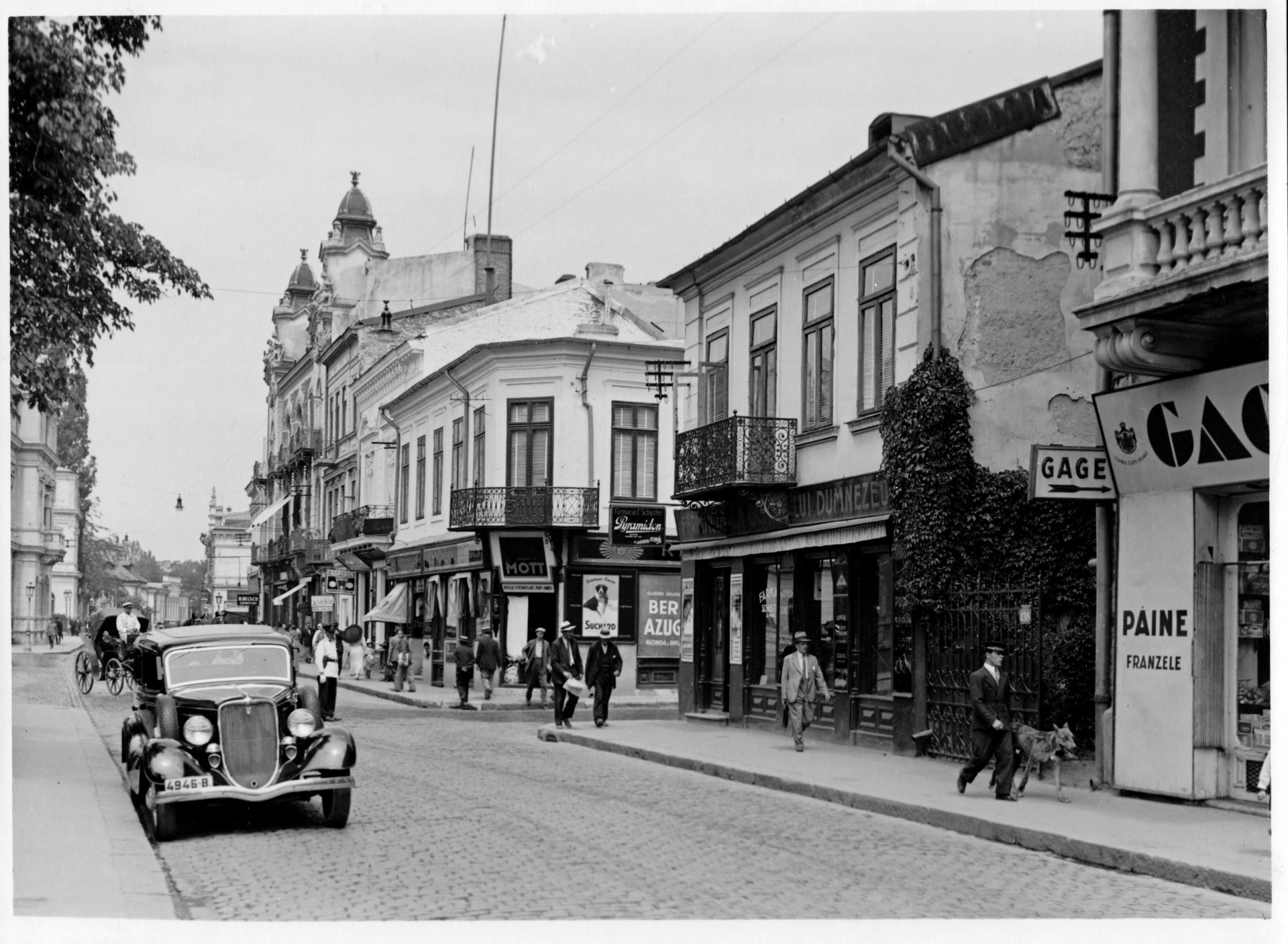
Intersecția Căii Victoriei cu Strada Biseriza Amzei, pe 8 octombrie 1925. În partea dreaptă se vede un pic dintr-un magazin al familiei Gagel

## Transport
- - Troleibuz: 61, 62, 66, 69, 70, 71, 90, 91, 93, 96
  - Autobuz: 104, 105, 106, 117, 122, 123, 124, 126, 136, 137, 139, 163, 168, 196, 226, 268, 336, 487
  - Tramvai:1, 8, 11, 25, 27, 35, 44, 47
  - Metrou: Magistrala 3, Magistrala 5 și 1  - Eroilor, Politehnica